# 莊家煜
莊家煜，1965年生，台灣戲曲樂師，國立台灣戲曲學院歌仔戲學系兼任教師，著有《歌仔戲唱腔（第2集）》（與柯銘峰、劉文亮、陳孟亮合著，2000年）等書。
國立台灣藝術專科學校中國音樂科（現國立台灣藝術大學中國音樂學系）畢業，主修管樂器。
很年輕就參加越劇、黃梅戲、京劇、北管戲（台灣亂彈戲）等戲曲劇種的音樂伴奏工作。
後參加「明華園」、「河洛」、「楊麗花」、「文薪」、「薪傳」、「鄉城」、「許亞芬」、「春美」、「秀琴」、「新櫻鳳」、「亂彈嬌」、「唐美雲」、「明珠」、「黃香蓮」等許多劇團的歌仔戲伴奏工作，擔任管樂器：嗩吶、管、笛、簫、巴烏等。
並向資深歌仔戲樂師洪堯進問藝。
歌仔戲音樂設計作品有：《淵愁》、《錯中緣》、《道光君斬太子》（以上劉文亮主弦，王清松司鼓）、《碧海情天》（柯銘峰主弦，朱作民打鼓）、《帝女萬歲劫》（邱火榮音樂指導、主弦，林永志司鼓）、《香蓮告青天》（邱火榮音樂指導、主弦，林永志司鼓）、《搜孤救孤》（邱火榮音樂指導、嗩吶、管，劉文亮主弦，林永志司鼓）、《慈悲三眛水懺》（劉世瑛編曲配器）等。
參與錄製的歌仔戲音樂專輯有《王寶釧寫血書·薛平貴回窯》（廖瓊枝編劇、演唱，李國治主弦，王清松司鼓）、《大家來唱歌仔戲》（洪堯進音樂指導、主弦，柯銘峰編曲、月琴，劉文亮胡琴，簡永福文場領班，王清松司鼓）、《梅開二度》（劉文亮音樂設計、主弦，簡永福文場領班，王清松司鼓）、《劇聲雅韻》（含《陳三五娘》之《益春留傘》、《孟麗君》之《遊上林》、《白蛇傳》之《斷橋》3個折子戲，與柯銘峰合作音樂設計）、《戲弄歌仔話詩詞》（柯銘峰主弦）、《詩古幽情》（柯銘峰主弦）、《魅湖咒》原聲專輯（柯銘峰主弦，黃建銘鼓板，莊步超民樂鼓）、《秀琴歌劇團舞台藝術精選》（包含《范蠡獻西施》、《血染情》、《魅湖咒》3部戲的選曲，柯銘峰主弦）、《珠圓玉潤阿旦歌》（柯銘峰主弦，簡永福文場領班，王清松打鼓）等。